# Jordgrått ängsfly
Jordgrått ängsfly (Apamea oblonga) är en fjärilsart som beskrevs av Adrian Hardy Haworth 1809. Jordgrått ängsfly ingår i släktet Apamea och familjen nattflyn. Arten är reproducerande i Sverige. Inga underarter finns listade i Catalogue of Life.

## Bildgalleri

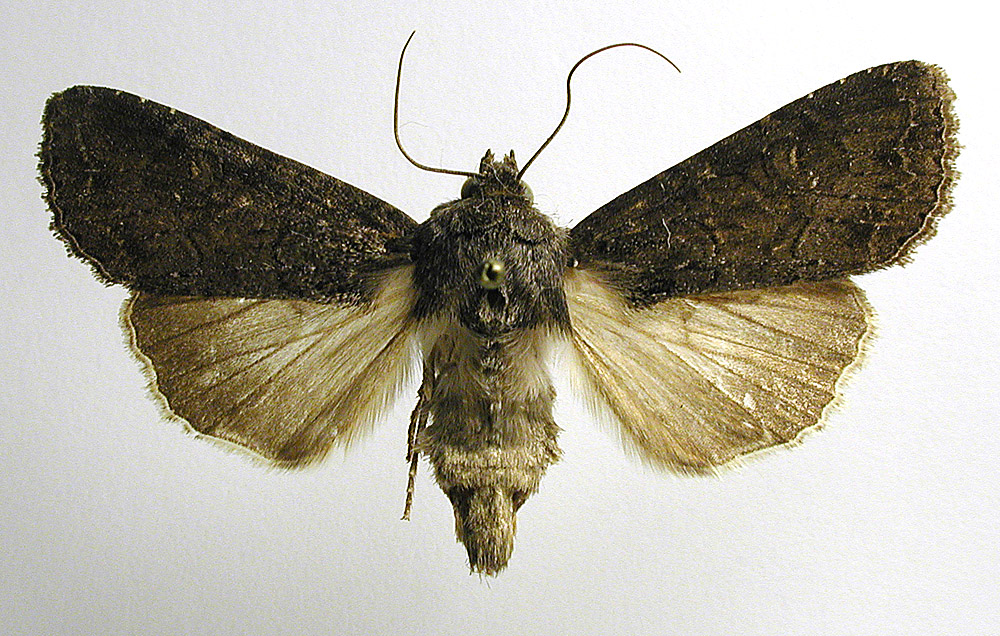
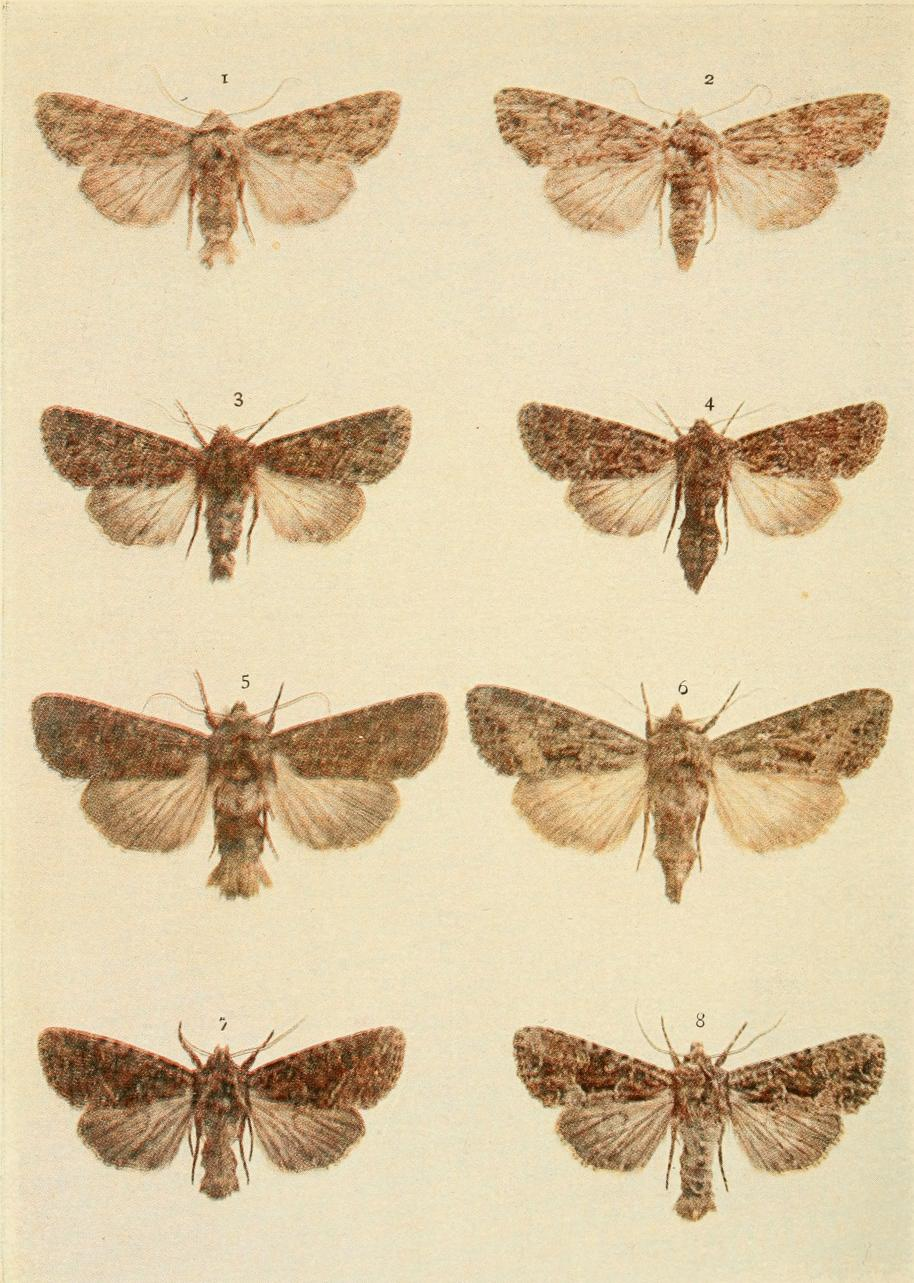